# Swiss Indoors Basel 2019 - Qualificazioni singolare
Le qualificazioni del singolare dello Swiss Indoors Basel 2019 sono state un torneo di tennis preliminare per accedere alla fase finale della manifestazione. I vincitori dell'ultimo turno sono entrati di diritto nel tabellone principale. In caso di ritiro di uno o più giocatori aventi diritto a questi sono subentrati i lucky loser, ossia i giocatori che hanno perso nell'ultimo turno ma che avevano una classifica più alta rispetto agli altri partecipanti che avevano comunque perso nel turno finale.

## Teste di serie
1. Casper Ruud (ultimo turno)
2. João Sousa (primo turno)
3. Ričardas Berankis (qualificato)
4. Yoshihito Nishioka (ultimo turno)

1. Hugo Dellien (qualificato)
2. Grégoire Barrère (ultimo turno)
3. Ivo Karlović (primo turno)
4. Kwon Soon-woo (ultimo turno)

## Qualificati
1. Peter Gojowczyk
2. Alexei Popyrin

1. Ričardas Berankis
2. Hugo Dellien

## Tabellone

### Legenda
| - Q = Qualificato - WC = Wild card - LL = Lucky loser | - ALT = Alternate - SE = Special Exempt - PR = Protected Ranking | - w/o = Walkover - r = Ritirato - d = Squalificato |

### Sezione 1
|  | Primo turno | Primo turno      | Primo turno      | Primo turno | Primo turno |  |  | Ultimo turno | Ultimo turno    | Ultimo turno    | Ultimo turno | Ultimo turno |  |
|  |             |                  |                  |             |             |  |  |              |                 |                 |              |              |  |
|  | 1           | Casper Ruud      | Casper Ruud      | 6           | 6           |  |  |              |                 |                 |              |              |  |
|  | WC          | Kimmer Coppejans | Kimmer Coppejans | 3           | 4           |  |  | 1            | Casper Ruud     | Casper Ruud     | 1            | 1            |  |
|  |             | Peter Gojowczyk  | Peter Gojowczyk  | 6           | 6           |  |  |              | Peter Gojowczyk | Peter Gojowczyk | 6            | 6            |  |
|  | 7           | Ivo Karlović     | Ivo Karlović     | 2           | 4           |  |  |              |                 |                 |              |              |  |

### Sezione 2
|  | Primo turno | Primo turno         | Primo turno    | Primo turno | Primo turno |  |  | Ultimo turno | Ultimo turno   | Ultimo turno | Ultimo turno | Ultimo turno |  |
|  |             |                     |                |             |             |  |  |              |                |              |              |              |  |
|  | 2           | João Sousa          | João Sousa     | 1           | 4           |  |  |              |                |              |              |              |  |
|  | WC          | Alexei Popyrin      | Alexei Popyrin | 6           | 6           |  |  | WC           | Alexei Popyrin | 4            | 6            | 6            |  |
|  | WC          | Marc-Andrea Huesler | 6              | 3           | 3           |  |  | 8            | Kwon Soon-woo  | 6            | 3            | 4            |  |
|  | 8           | Kwon Soon-woo       | 4              | 6           | 6           |  |  |              |                |              |              |              |  |

### Sezione 3
|  | Primo turno | Primo turno       | Primo turno      | Primo turno | Primo turno |  |  | Ultimo turno | Ultimo turno      | Ultimo turno      | Ultimo turno      | Ultimo turno |  |
|  |             |                   |                  |             |             |  |  |              |                   |                   |                   |              |  |
|  | 3           | Ričardas Berankis | 3                | 6           | 6           |  |  |              |                   |                   |                   |              |  |
|  | Alt         | Hugo Nys          | 6                | 1           | 2           |  |  | 3            | Ričardas Berankis | Ričardas Berankis | Ričardas Berankis | w/o          |  |
|  |             | Lukáš Rosol       | Lukáš Rosol      | 2           | 3           |  |  | 6            | Grégoire Barrère  | Grégoire Barrère  | Grégoire Barrère  |              |  |
|  | 6           | Grégoire Barrère  | Grégoire Barrère | 6           | 6           |  |  |              |                   |                   |                   |              |  |

### Sezione 4
|  | Primo turno | Primo turno        | Primo turno        | Primo turno | Primo turno |  |  | Ultimo turno | Ultimo turno       | Ultimo turno       | Ultimo turno | Ultimo turno |  |
|  |             |                    |                    |             |             |  |  |              |                    |                    |              |              |  |
|  | 4           | Yoshihito Nishioka | Yoshihito Nishioka | 6           | 6           |  |  |              |                    |                    |              |              |  |
|  |             | Attila Balázs      | Attila Balázs      | 3           | 2           |  |  | 4            | Yoshihito Nishioka | Yoshihito Nishioka | 5            | 2            |  |
|  | WC          | Sandro Ehrat       | 65                 | 6           | 4           |  |  | 5            | Hugo Dellien       | Hugo Dellien       | 7            | 6            |  |
|  | 5           | Hugo Dellien       | 7                  | 2           | 6           |  |  |              |                    |                    |              |              |  |